# Петрушино (Кольчугинский район)
Петрушино — деревня в Кольчугинском районе Владимирской области России, входит в состав Есиплевского сельского поселения.

## География
Деревня расположена на берегу речки Циминка в 10 км на юго-восток от центра поселения села Есиплево и в 22 км на восток от райцентра города Кольчугино.

## История
В XIX — начале XX века деревня входила в состав Спасской волости Юрьевского уезда, с 1925 года — в составе Калининской волости Юрьев-Польского уезда Иваново-Вознесенской губернии. В 1859 году в деревне числилось 20 дворов, в 1905 году — 29 дворов.
С 1929 года деревня входила в состав Новобусинского сельсовета Кольчугинского района, с 2005 года — в составе Есиплевского сельского поселения.

## Население
| 1859 | 1905 | 2002 | 2010 | 2021 |
| ---- | ---- | ---- | ---- | ---- |
| 180  | ↘174 | ↘21  | ↗34  | ↘21  |